# Bonaparte traversând Marele Saint Bernard
Bonaparte traversând Marele Saint-Bernard (în franceză Bonaparte franchissant le Grand-Saint-Bernard) este un portret ecvestru al Primului Consul Napoleon Bonaparte pictat de Jacques-Louis David între 1800 și 1803. Napoleon este reprezentat traversând trecătoarea montană Marele Saint-Bernard împreună cu armata de rezervă, episod care marchează începutul celei de-a doua campanii din Italia.
David a pictat cinci versiuni ale acestui portret, dintre care prima a fost comandată de regele Carol al IV-lea al Spaniei ca mărturie de bună înțelegere între regatul său și Republica Franceză. Următoarele trei versiuni au fost comandate de către Primul Consul în scop de propagandă și au fost portretele oficiale ale lui Napoleon I. Ele au fost amplasate în Castelul Saint-Cloud, biblioteca Domului Invalizilor și palatul Republicii Cisalpine. Ultima versiune nu a fost comandată de nimeni și a fost păstrată de David până la moartea sa.
Arhetipuri ale portretului de propagandă, versiunile tabloului au fost reproduse de numeroase ori în gravuri, ca dovadă a unei posterități însemnate. Acest portret a influențat artiști precum Antoine-Jean Gros și Théodore Géricault.
Tablourile sunt păstrate astăzi la Muzeul național al Castelului Malmaison (260 x 221 cm), la Castelul Charlottenburg din Berlin (260 x 226 cm), la Muzeul național al Castelului Versailles (două versiuni: 271 x 232 cm și 267 x 230 cm) și la Muzeul Belvedere din Viena (264 x 232 cm).

## Istoricul tablourilor

### Versiunea de la Malmaison
Intitulată inițial Tableau-portrait équestre du Premier Consul, représenté dans le moment où il passe les Alpes au mont Saint-Bernard le 30 floréal an VIII (Tablou-portret ecvestru al Primului Consul, reprezentat în momentul în care trece Alpii la muntele Saint-Bernard, în 30 floreal, anul VIII) [denumit în diferitele sale versiuni și Le Premier Consul franchissant les Alpes au col du Grand-Saint-Bernard (Primul Consul traversând Alpii prin pasul Saint-Bernard), Napoléon passant le mont Saint-Bernard (Napoleon trecând pe muntele Saint-Bernard), Bonaparte au Grand Saint-Bernard (Bonaparte la Marele Saint-Bernard), Le passage du Saint-Bernard (Trecerea prin Saint-Bernard) sau Bonaparte gravissant le Saint-Bernard (Bonaparte urcând muntele Saint-Bernard)], opera de artă este la origine o comandă a regelui Spaniei Carol al IV-lea. Acesta din urmă, prin intermediul ambasadorului Franței în Spania Charles-Jean-Marie Alquier, face apel la pictorul Jacques-Louis David la 7 august 1800, pentru a realiza un portret al Primului Consul, cu scopul de a-l amplasa în salonul „Marilor Căpitani” din Palatul Regal din Madrid. Prin acest gest, regele Spaniei voia să salute relațiile cordiale și cooperarea politică și militară dintre cele două state. Tabloul rămâne la Madrid după detronarea regelui Carol al IV-lea de către Napoleon, fiind remarcat în palatul regal de Abel Hugo, pajul lui Joseph Bonaparte, noul rege al Spaniei :
„Așteptând momentul sosirii regelui, Aristizabal mi-a atras atenția asupra tablourilor care decorau sala unde ne aflam, și pe care le-am admirat: se vedea, printre altele, o copie foarte frumoasă a unui tablou al lui David, cel în care l-a reprezentat pe generalul Bonaparte traversând Alpii pe urmele șterse ale lui Hanibal și Carol cel Mare. Aș fi crezut că această pictură a fost amplasată în palat după ce Joseph urcase pe tronul Spaniei, însă Aristizabal îmi spuse că nu, căci fusese prezent atunci când fusese agățat portretul Primului Consul în locul pe care încă îl ocupa, și însuși Carol al IV-lea prezidase această inaugurare. Bietul rege nu-și dădea seama că punerea portretului în această sală însemna scoaterea tronului său din ea!”
În 1812, tabloul este luat de Joseph Bonaparte când fuge din Spania și îl însoțește în exilul său din Statele Unite ale Americii, fiind atârnat în reședința sa din Point-Breeze. Portretul este dat fiicei sale Zénaïde Bonaparte, prințesă de Canino, care îl expune apoi în vila Bonaparte (cunoscută anterior ca vila Paolina), reședința de la Roma a prinților de Canino. Tabloul este păstrat de urmașii săi până în 1949, când este lăsat moștenire de către nepoata sa Eugénie Bonaparte, prințesă de Moscova, Muzeului național din Castelul Malmaison (inventar MM 7149).

### Versiunea de la Berlin

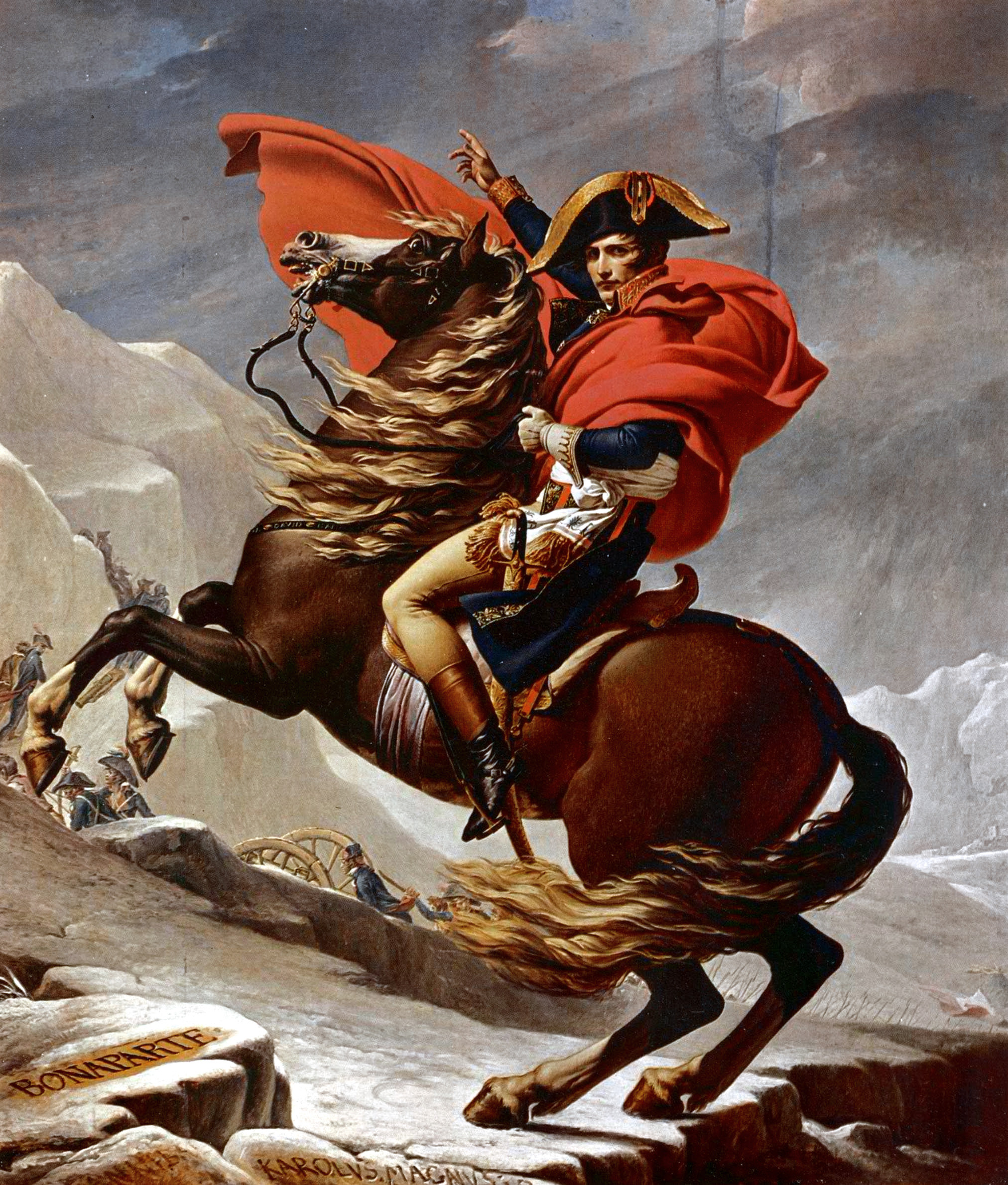
Cea de-a doua versiune : (1801).
Castelul Charlottenburg, Berlin, destinată inițial Castelului din Saint-Cloud

Informat cu privire la comanda lui Carol al IV-lea, Bonaparte i-a cerut lui David să realizeze trei replici ale tabloului: cea de-a doua versiune, destinată Castelului din Saint-Cloud (1801), a fost expusă împreună cu prima versiune la Luvru. Adusă la palat în 1802, mai întâi în Salonul lui Marte, apoi în sala tronului, ea a fost luată în iunie 1814 de soldații prusaci ai generalului von Blücher care a oferit-o regelui Frederic Wilhelm al III-lea al Prusiei. Acesta a amplasat-o în Castelul Charlottenburg în 1816 (inventar GKI 913).

### Versiunea de la Versailles

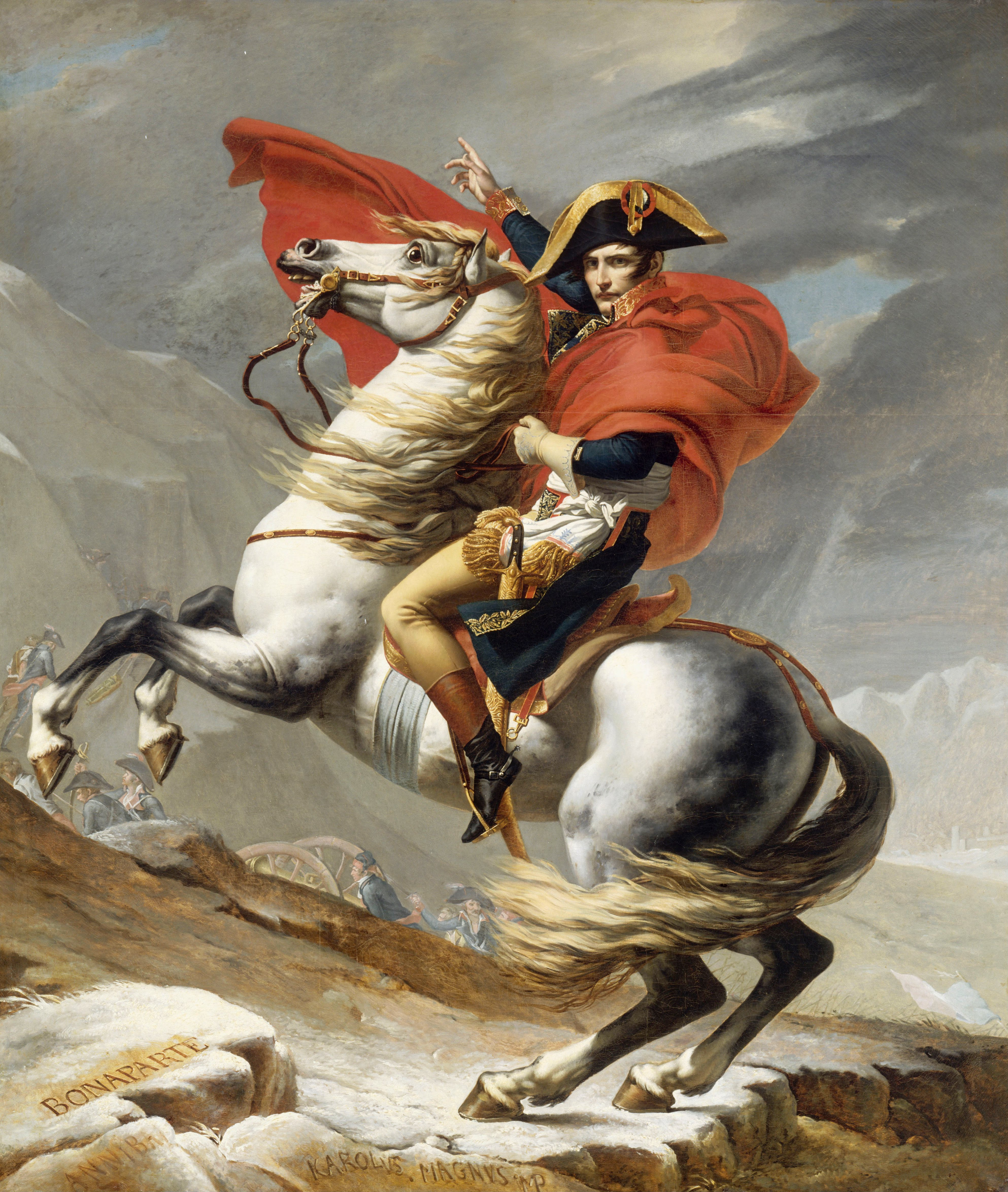
Cea de-a treia versiune: (1802).
Muzeul Castelului Versailles, Versailles, destinată inițial pentru biblioteca Domului Invalizilor

Cea de-a treia versiune a fost destinată bibliotecii Domului Invalizilor în 1802. A fost primită acolo de către pensionari cu un mare ceremonial în sunet de tunuri și în prezența pictorului și a asistentului său,  Georges Rouget. Se povestește că în timpul ceremoniei, pictorul i-a spus acestuia: „Câteva salve de tun sunt pentru tine, prietene”». Pictura a fost apoi depusă în anexele clădirii în timpul Restaurației. Amplasată în 1830 în Castelul de la Saint-Cloud, ea a fost expusă apoi, în 1837, de către regele Ludovic-Filip I, în Muzeul de istorie al Castelului din Versailles (sala Marengo inventar MV 1567).

### Versiunea de la Viena

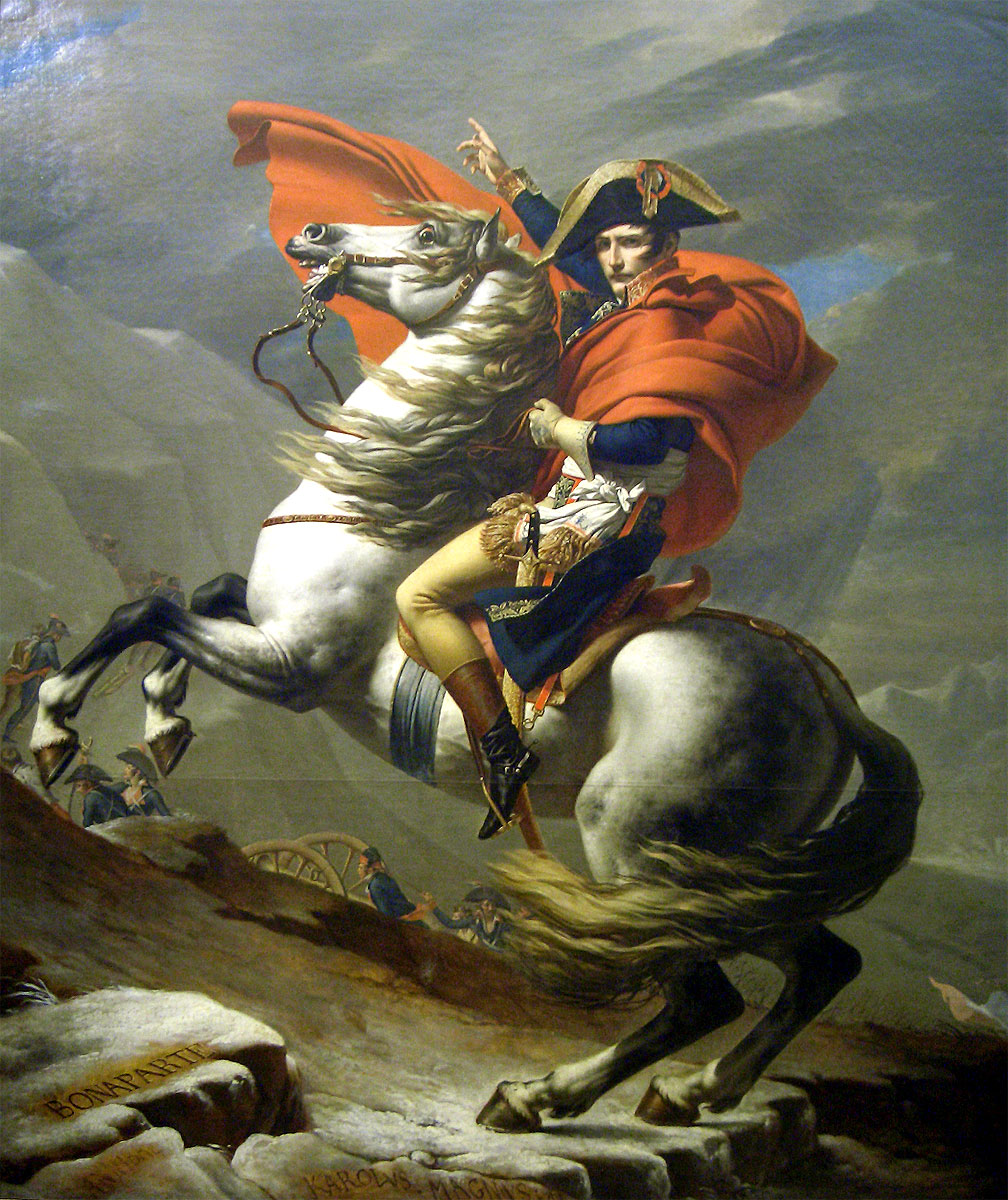
Cea de-a patra versiune: (1803).
Muzeul Belvedere, Viena, destinată inițial palatului de la Milano al Republicii Cisalpine.

Cea de-a patra versiune a fost comandată pentru palatul de la Milano al Republicii Cisalpine. Inițial, era vorba să se creeze o alegorie cu titlul Bonaparte dând din nou viață Republicii Cisalpine, dar guvernul italian a abandonat proiectul din cauza pretențiilor financiare ale pictorului, considerate a fi prea mari. Guvernul a acceptat în loc de alegorie o replică a portretului ecvestru. Directorul muzeelor, Dominique-Vivant Denon, a fost însărcinat la 29 martie 1803 să expedieze portretul lui Napoleon tinerei Republici Italiene și vicepreședintelui ei, Francesco Melzi d'Eril: 
„8 germinal anul XI, cetățeanului Melzi, vicepreședinte al Republicii Italiene.

Directorul general al Muzeului Central de Arte către cetățeanul Melzi, vicepreședinte al Republicii Italiene.
Cetățene Vicepreședinte,

Am onoarea să vă anunț că sunt însărcinat de Primul Consul să vă trimit un tablou pictat de David, pentru a fi amplasat în Palatul Republicii din Milano, care îl reprezintă în momentul în care traversează Pasul Saint-Bernard. Am pus să se ambaleze cu grijă tabloul și l-am trimis la cetățeanul Marescalchi, ministrul Afacerilor Externe al Republicii Italiene, îndemnându-l să găsească cât mai repede o ocazie pentru a-l face să ajungă la dumneavoastră.
Mă bucur, Cetățene Vicepreședinte, că această împrejurare mă pune în situația de a vă aminti de mine și de prietenia cu care m-ați onorat.”—Dominique Vivant-Denon, Correspondance administrative (Corespondență administrativă), 29 martie 1803 Archives des musées nationaux, registrul AA4, p. 311
Livrat în 1803, tabloul a fost confiscat de austrieci în 1816, dar era încă depozitat la Milano prin anii 1825, milanezii refuzând să-l predea austriecilor. Tabloul a fost instalat în Palatul Belvedere din Viena, în 1834. Expus o lungă perioadă la Muzeul de Istorie a Artei din Viena, a fost readus în palat în anii 1990 (inventar ÖG 2089).

### A doua versiune de la Versailles

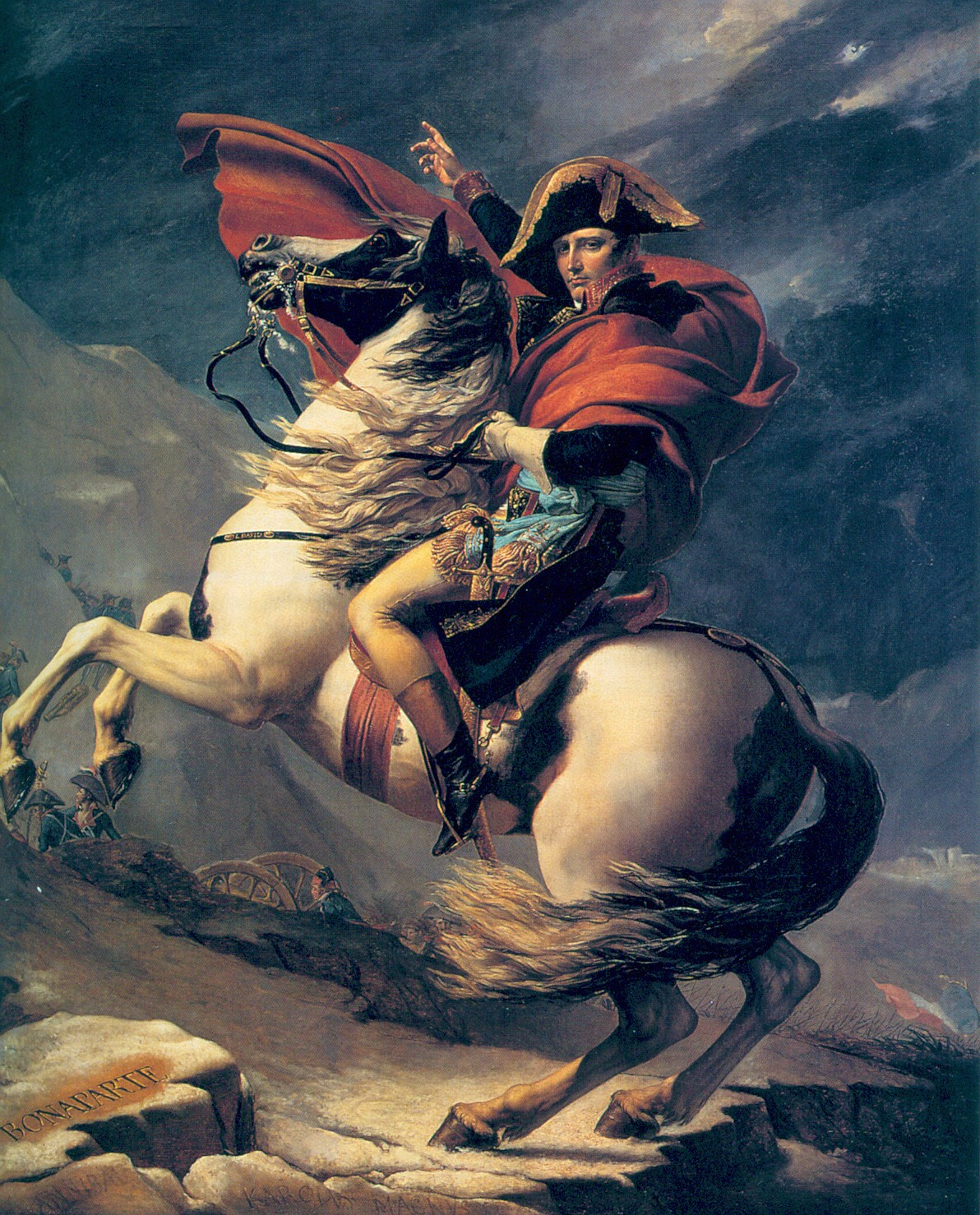
Cea de-a cincea versiune : (1803).
Muzeul Castelului Versailles, Versailles, aflată inițial în proprietatea pictorului David și apoi în vechea colecție a prințului Napoléon

A fost realizată și o a cincea versiune (Muzeul Național al Castelului Versailles) de către David, rămasă în atelierele sale succesive din Paris și din timpul exilului său de la Bruxelles. La moartea pictorului, tabloul atârna pe partea opusă a patului său. Pus în vânzare fără succes de către familia sa în 1826, a fost cumpărat de baroneasa Pauline Jeanin, fiica lui David, în 1835. Expus în 1846 în Bazarul Bonne-Nouvelle, unde a fost remarcat de Baudelaire, este oferit în 1850 de către baroneasa Jeanin președintelui Louis-Napoléon Bonaparte, viitorul împărat Napoleon al III-lea. Acesta din urmă intenționa să-l amplaseze pe scara de onoare a Castelului de la Saint-Cloud pentru a înlocui portretul ecvestru al lui Ludovic-Filip I, în 1856, dar opera de artă a fost amplasată în cele din urmă în Palatul Tuileries. Făcând parte din lista civilă, tabloul a trecut, după abdicarea lui Napoleon al III-lea, în mâinile prințului Napoléon Jérome, care l-a atârnat în Castelul de la Prangins. În 1979, tabloul este cedat de către prințul Ludovic Napoleon Castelului de la Versailles (inventar MV 8550).

## Descriere
Cele cinci versiuni ale tabloului sunt de dimensiuni mari și apropiate (2,6 x 2,2 metri). Napoleon este reprezentat călare, în uniformă de general șef, purtând pe cap un bicorn cu galoane de aur, înarmat cu o sabie de felul celor folosite de mameluci și acoperit cu o manta umflată de vânt care-i înalță faldurile. În mâna stângă ține hățul cu care strunește calul ce se cabrează. Întorcându-se cu fața spre privitor, Napoleon indică o direcție cu mâna dreaptă. Pe fundal sunt soldați care urcă panta muntelui și trag tunuri după ei. În dreapta jos se vede drapelul tricolor care fâlfâie. În prim-plan, sunt gravate pe stânci numele BONAPARTE, ANNIBAL și KAROLVS MAGNVS IMP. Opera este semnată și datată L. DAVID AN IX pe cureaua care ține strâns pieptul calului.

### Diferențe între cele cinci versiuni
Primul exemplar de la Malmaison îl prezintă pe Bonaparte cu o manta portocalie-galbenă, mâneca mănușii este brodată, părul calului este rotat, harnașamentul este complet, căpăstrul fiind prevăzut și cu cureaua zăbalei, chinga de pe burtă este de culoare roșu închis. Ofițerul care ține o sabie în fundal este mascat de coada calului. Fața lui Napoleon pare tinerească.
Exemplarul de la Charlottenburg prezintă o manta în ton roșu aprins. Părul calului are culoare castanie, căpăstrul este simplu, fără cureaua zăbalei, chinga de pe burtă este de culoare gri-albastru. Peisajul este acoperit de zăpadă. Trăsăturile lui Napoleon sunt mai înăsprite. Tabloul este semnat L.DAVID L’AN IX.
În exemplarul de la Versailles, părul calului este alb cu pete sure, harnașamentul este identic cu cel de la Charlottenburg, culoarea chingii de pe burtă este albastră. Broderia mănușii este simplificată, manșeta este vizibilă sub mănușă, ca la ofițeri. Peisajul este întunecat. Expresia lui Napoleon este mai dură. Tabloul nu este semnat.
Exemplarul de la Belvedere este aproape identic cu cel de la Versailles, fața lui Napoleon este și mai aspră. Pictura este semnată J.L.DAVID L.ANNO X.
Cel de-al doilea exemplar de la Versailles prezintă un cal rotat, căpăstrul este complet, dar fără cureaua zăbalei, chinga de pe burtă este de culoare roșie. Mantaua este roșie-portocalie, gulerul este negru, broderia mănușilor este abia vizibilă, țesătura eșarfei este albastru deschis. Ofițerul este din nou mascat de coada calului. Fața lui Napoleon este mai puțin tânără, cu un zâmbet ușor, iar părul lui este mai scurt. Prin forma sa și desenul broderiei, modelul bicornului este asemănător cu cel purtat de generalii Imperiului. Tabloul nedatat este semnat L.DAVID. De menționat că aici Napoleon se vede în contraplonjeu, pe când în celelalte versiuni apare în perspectivă frontală.

## Context istoric
Lovitura de stat a lui Bonaparte de la 18 și 19 Brumar anul VIII având loc în contextul deosebit de dificil al războaielor celei de-a doua coaliții (1799-1800), Bonaparte trebuia înainte de toate să restabilească ordinea în țară. El a schimbat radical situația militară reușind in extremis să-i învingă pe austrieci la Marengo în 14 iunie 1800. Această victorie parțială a fost transformată într-o bătălie decisivă datorită unei propagande deosebit de eficace, la care a contribuit și tabloul în care David a ilustrat faimosul episod al trecerii Alpilor de către armata lui Bonaparte.

### Trecerea Alpilor

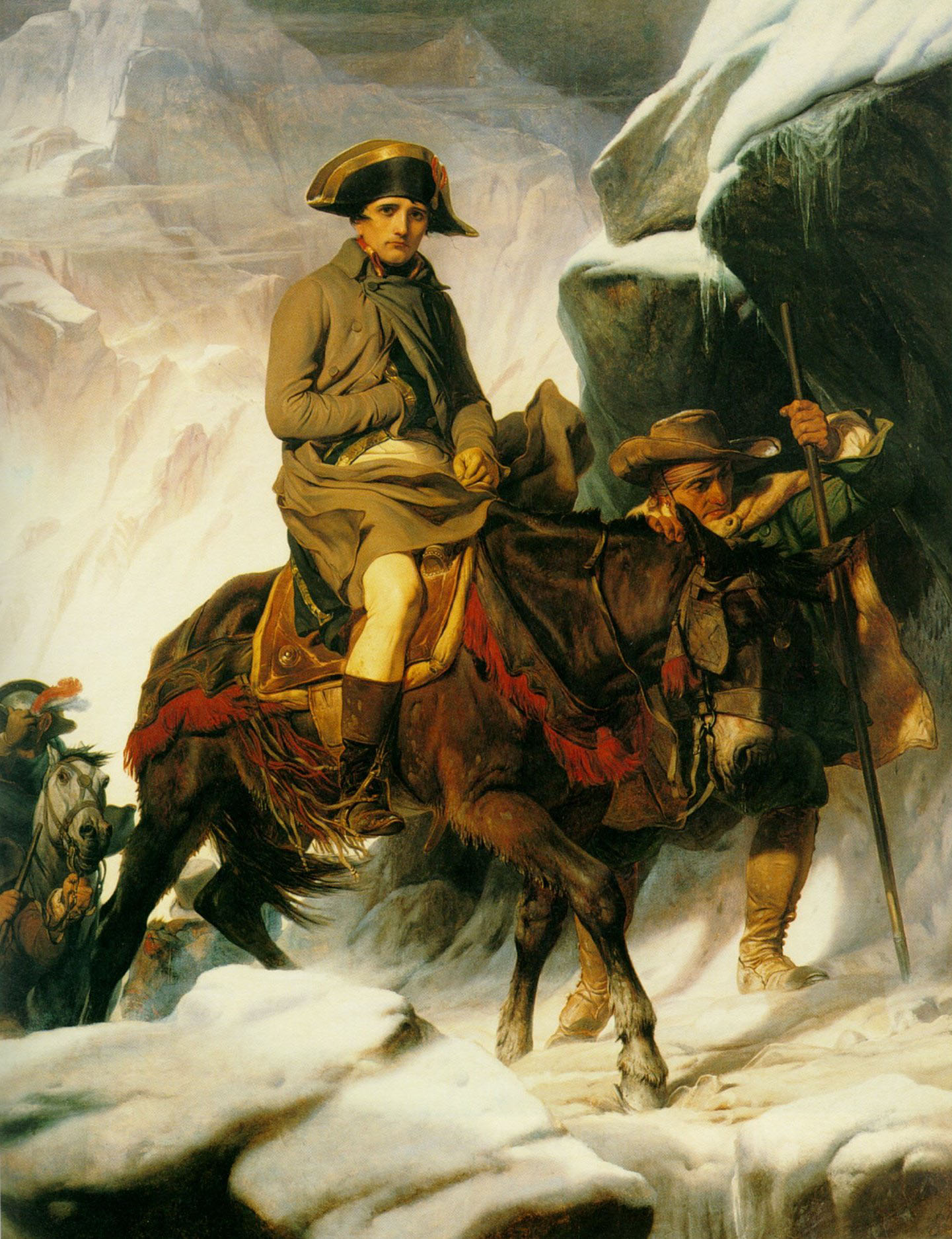
Bonaparte franchissant les Alpes de Paul Delaroche, 1848, Muzeul Luvru

Prin traversarea Alpilor de către armata de rezervă la 13 mai 1800 intervine Napoleon în cea de-a doua campanie din Italia declanșată de reocuparea orașului Milano de către austrieci. Trebuia să-i surprindă pe austriecii conduși de generalul Melas și să se năpustească asupra lor profitând de efectul de surpriză. Împreună cu armata de rezervă, el traversează pasul Grand Saint-Bernard, în timp ce corpul de armată al generalului Moncey trece prin pasul Saint-Gothard, iar corpul generalului Turreau se îndreaptă spre pasul Montgenèvre. La 18 mai, Bonaparte pleacă din Martigny și pornește la drum către pasul Marele Saint-Bernard. La 20 mai, îmbrăcat într-o uniformă albastră care acoperă o redingotă albă, și purtând un bicorn acoperit cu pânză cerată, călare pe un catâr și însoțit de ghidul Dorsaz, traversează cărările abrupte ale vârfului montan.
Între 15 și 21 mai, trupele urcă munții și transportă tone de echipament, precum și tunurile adăpostite în trunchiuri goale de copaci pentru a fi cărate mai ușor. Artileria a fost întârziată de rezistența austriecilor de la fortul din Bard, dar restul armatei a ajuns la prima bătălie majoră de la Montebello.
Napoleon a afirmat :
„Luptăm cu gheața, zăpada, furtunile și avalanșele. Saint-Bernard uimit să vadă atâta lume că îl traversează așa de brusc, ne opune unele obstacole.”—Napoleon Bonaparte, 18 mai 1800

### Înțelegerea franco-spaniolă

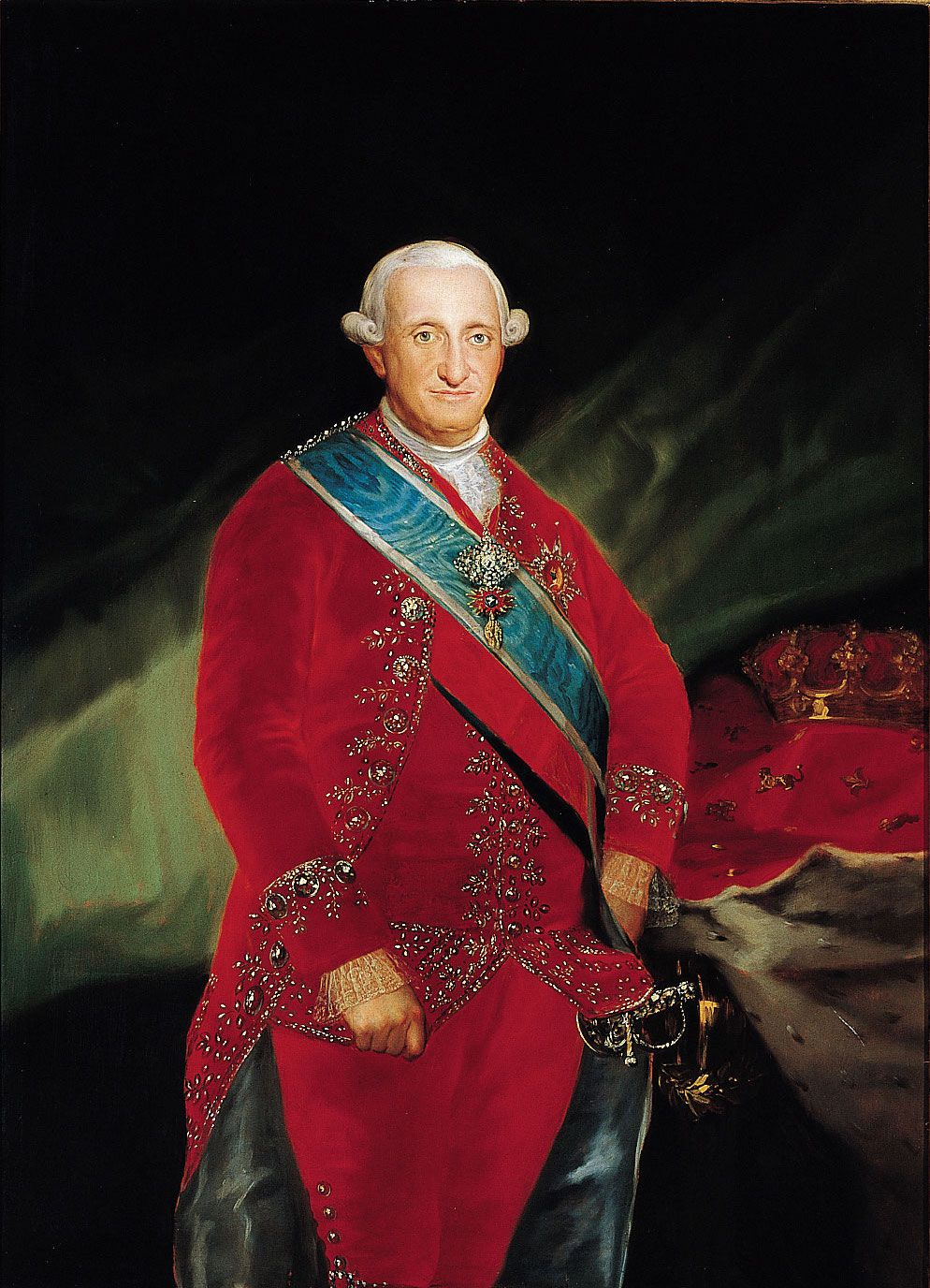
Regele Carol al IV-lea al Spaniei (pictat de Goya), primul care a comandat portretul ecvestru

Recucerirea Italiei de către Napoleon a favorizat apropierea de Spania aflată sub domnia regelui Carol al IV-lea. Interesele erau reciproce, regele vrea să mărească Ducatul de Parma și acceptă în schimb să cedeze Louisiana, dar Napoleon vrea și ajutorul Spaniei în războiul său împotriva Angliei. În acest scop, ambasadorul Franței Charles-Jean-Marie Alquier, fost convenționalist, regicid și prieten al lui David, inițiază cu Talleyrand, ministrul afacerilor externe, întoarcerea la o tradiție moștenită de la Vechiul Regim: obiceiul cadourilor diplomatice. Primul Consul îi oferă regelui pistoale fabricate în manufactura de la Versailles, rochii ale marilor croitori parizieni și bijuterii pentru regină și, de asemenea, o armură superbă pentru influentul prinț Manuel Godoy. La rândul său, Carol al IV-lea îi oferă lui Napoleon șaisprezece cai de rasă spaniolă din grajdurile sale regale, portretul său și cel al reginei realizate de Goya, și îi comandă lui David să-i facă un portret al Primului Consul.
Această politică de cooperare cu un Prim Consul din ce în ce mai puternic nu a împiedicat detronarea lui Carol al IV-lea în 1808 în favoarea propriului frate al lui Napoleon, Joseph Bonaparte.

## Analiză artistică

### Comanda și alegerea subiectului
Inițial, comanda regelui Carol al IV-lea al Spaniei comunicată prin Alquier lui Talleyrand într-o scrisoare din 7 august 1800, stipula ca David să-l reprezinte pe generalul Bonaparte în picioare și în costumul lui de Prim Consul: 
„Dl. de Musquiz este însărcinat să-i solicite lui David un portret în picioare și în mărime naturală a generalului Bonaparte, în costumul său de Prim Consul; are ordin să-i dea lui David tot ce va cere.”
 Această primă idee era în spiritul portretelor consulare pictate mai târziu de Gros, Lefèvre sau Ingres, dar David a ales să realizeze o pictură ecvestră. Ambasadorul Spaniei, marchizul de Muzquiz, l-a informat pe Napoleon de comanda primită și i-a cerut să aleagă modul în care i-ar plăcea să fie reprezentat de David: el a dorit mai întâi să fie reprezentat trecând călare în revistă trupele, dar în cele din urmă a fost reținut episodul traversării trecătorii Marele Saint-Bernard.

### Realizarea operei

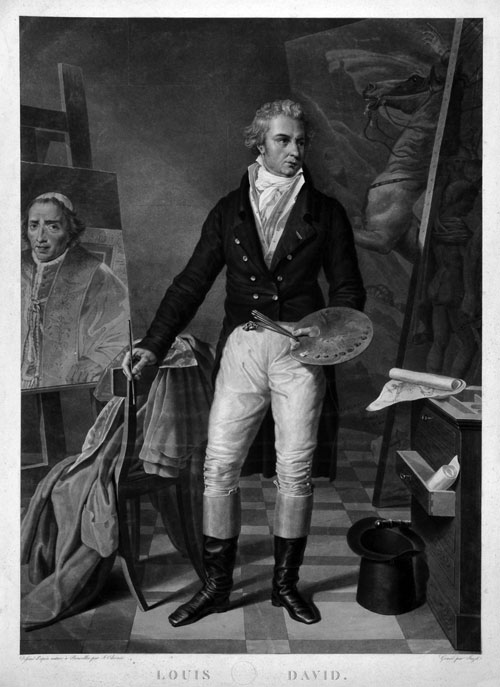
David în atelierul său din Bruxelles de Joseph-Denis Odevaere. Se observă pe fundal, pe jumătate ascuns, portretul ecvestru (cel de-al doilea exemplar de la Versailles)

Există foarte puține schițe și studii pregătitoare, ceea ce contrastează cu obiceiurile celebrului pictor foarte scrupulos în pregătirea picturilor sale. Antoine-Jean Gros, elevul său, avea o schiță în ulei a unui cal ridicat, probabil un studiu pentru poziția calului. Carnetele lui David conțin câteva schițe prezentând o primă idee despre aspectul călărețului.
Pentru realizarea diferitelor replici, David a fost ajutat de doi dintre elevii săi, Jérôme-Martin Langlois, care a lucrat la primele două tablouri și se pare că a realizat în principal caii, și Georges Rouget care a făcut ulterior o copie a operei pentru Ospiciul Invalizilor.
Nereușind să-l convingă pe Napoleon să-i pozeze pentru tablou, Jacques-Louis David s-a inspirat dintr-un bust pentru asemănarea fizică și i-a cerut fiului său să-i pozeze pentru postura personajului. Dar a putut folosi uniforma și bicornul purtate de Napoleon la Marengo, cu care a îmbrăcat un manechin de lemn. Étienne-Jean Delécluze evocă acest moment în biografia lui David :
„Într-o zi când Ducis, Alexandre și Langlois, care-l asista atunci pe David și a făcut mai târziu o copie foarte bună a portretului ecvestru al lui Bonaparte, erau împreună cu Étienne în atelier cu maestrul lor, erau grupați toți în jurul manechinului îmbrăcat în hainele lui Bonaparte, examinând cu o curiozitate de nestăpânit acei epoleți, acea pălărie, acele haine și acea spadă, martori muți și surzi ai faimoasei campanii de la Marengo. Fiecare își spunea părerea; mai mult sau mai puțin justă, mai mult sau mai puțin picantă, când David, ale cărui mâini și picioare erau destul de delicate, se apucă să spună, după ce a atras atenția asupra micimii cizmelor lui Bonaparte, că oamenii mari au de obicei extremități subțiri. Această remarcă ce se putea aplica pe bună dreptate și pictorului, a fost viu aprobată de elevii săi, dintre care unul a adăugat: «și au capul mare». David, cu bonomia sa care mergea uneori până la puerilitate, a spus imediat, luând pălăria cuceritorului de la Marengo: «are dreptate, hai să vedem», și apoi punând-o pe capul său, care era foarte mic, a început să râdă observând că îi cădea până peste ochi.”
Doi dintre caii lui Napoleon au servit ca modele pentru calul cel impetuos: iapa „la Belle” reprezentată în replica de la Charlottenburg, și „Marengo”, al cărui păr sur figurează în tablourile de la Versailles și de la Viena. Peisajul este inspirat din gravurile imprimate în cartea Voyage pittoresque de la Suisse (Călătorie pitorească prin Elveția).
Primul dintre cele cinci portrete a fost pictat în patru luni, din octombrie 1800 până în ianuarie 1801. David a început imediat replica sa în februarie și a terminat-o la 25 mai, dată la care a fost vizitat de Bonaparte, venit în atelierul de la Luvru pentru a-și admira imaginea. A. Th., autorul primei biografii complete a pictorului, menționează o anecdotă referitoare la vizita lui Napoleon în atelierul lui David :
„Spre sfârșitul anului IX, când a fost terminat, David l-a prezentat Primului Consul. Acesta s-a uitat mult timp la portret fără să spună nimic și, întorcându-se către pictor, l-a copleșit cu aplauze și elogii. Apoi, aruncându-și privirea către soldații ce urcau și ei pe munte, cufundați în nori, și văzându-se mici, deoarece trebuiau să pară a fi la o distanță mare, el a spus râzând: «Dar cetățene David, ce fac acolo omuleții aceia, mari cât potcoava calului meu? O să-i zdrobească pe toți cu o lovitură de picior.» Observația nu era lipsită de un oarecare temei.”

### Compoziție
Potrivit lui Charles Bouleau, bazându-se pe un desen al lui Girodet, artiștii neoclasicismului își structurau tablourile pornind de la o construcție geometrică riguroasă bazată pe regula clasică de pliere a laturilor mai scurte ale dreptunghiului, cele două pătrate obținute delimitează perpendicularele și diagonalele ce rezultă și creează liniile de forță care dirijează compoziția.

Diagonalele munților și norilor se confruntă întărind impresia de mișcare și de ascensiune. Dar după Léon Rosenthal compoziția este forțată: 
„este mai degrabă un model de statuie ecvestră decât un tablou.”

### Tehnică

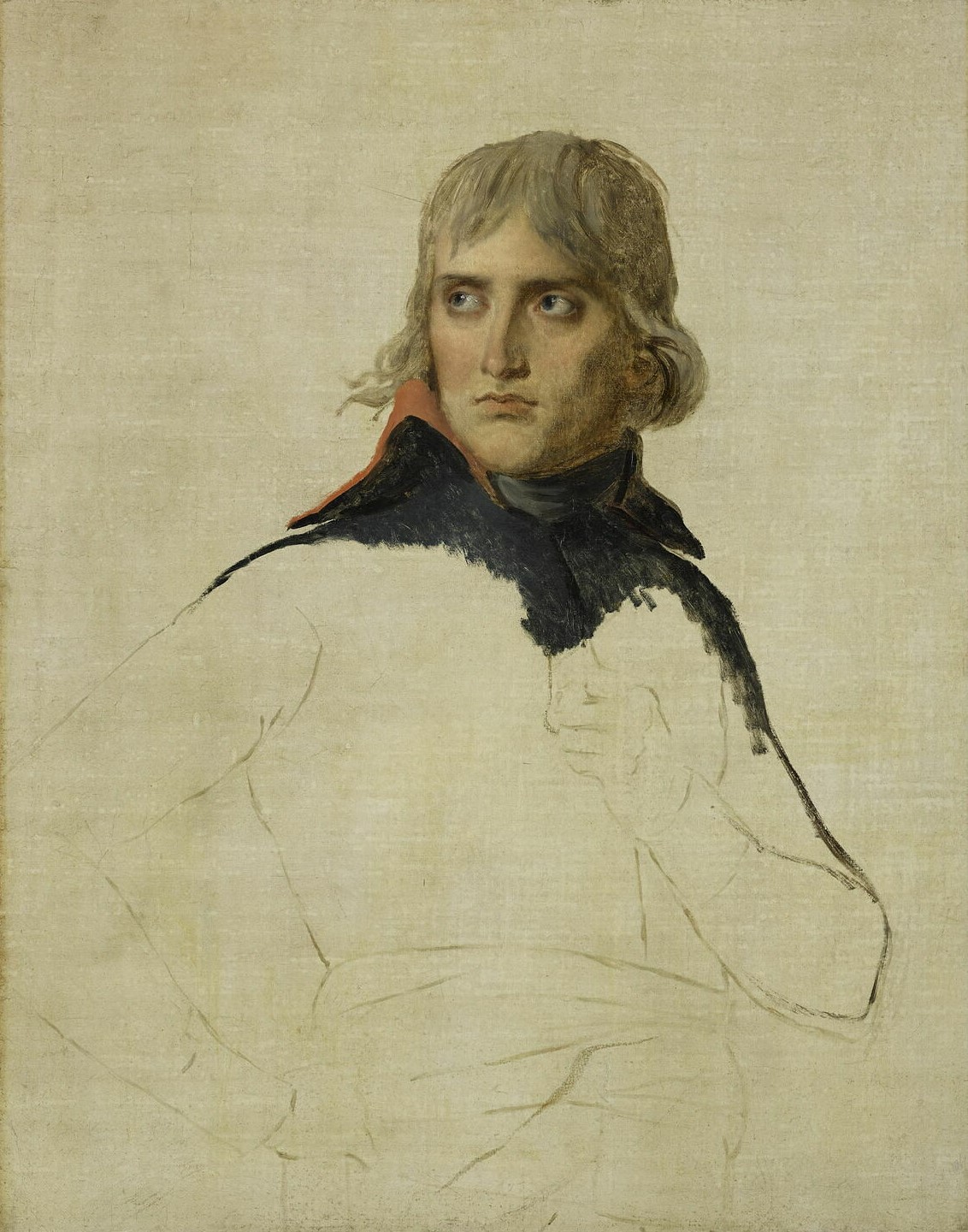
Portret neterminat al lui Napoleon J.L.David 1798; Muzeul Luvru

Spre deosebire de predecesorii săi Boucher și Fragonard, care foloseau un sub-strat de culoare roșie sau gri cunoscut sub numele de imprimatura ca fundal colorat înainte de aplicarea vopselei, David folosește fondul alb al pânzei acoperită cu ceruză cu ulei, după cum reiese din unele din picturi rămase neterminate, ca de exemplu primul său portret al lui Bonaparte sau Jurământul din sala de pelotă.
Pictorul lucrează în două sau trei straturi. După ce a făcut schița subiectului printr-un desen cu pigmentul Terra di Cassel, îl dezvoltă prin tușe nervoase ușor încărcate cu pictură, concentrându-se pe masele de lumini și umbre, ceea ce se remarcă mai ales în prima versiune de la Malmaison, în special în realizarea crupei calului. Revine apoi cu o pastă mai cremoasă, corectând eventualele defecte și concentrându-se asupra detaliilor.
Ultimul strat este folosit pentru finisare (netezirea suprafeței etc.) și David își însărcinează adesea asistenții cu realizarea acestei ultime etape.

Primele două tablouri se remarcă printr-o execuție mai liberă, lăsând urme de pensule și tonuri mai calde, ceea ce indică o mai mare implicare a lui David în realizarea lor. În exemplarele următoare, participarea sa se limitează la câteva aspecte, cum ar fi capul și drapările, aproape întreaga execuție fiind lăsată în seama asistenților săi. Într-o scrisoare către Talleyrand, David oferă indicații cu privire la activitatea elevilor săi referitoare la copierea și repetarea picturilor sale: 
„(...) aceste tipuri de repetări fiind de obicei efectuate de către elevi avansați, Maestrul nu face decât să-i dirijeze, cu excepția câtorva capete principale pe care le rezervă pentru gloria sa,...”
. Potrivit lui Georges Wildenstein, cea de-a treia versiune (de la Versailles) a fost pictată în întregime de către Langlois.

### Estetică

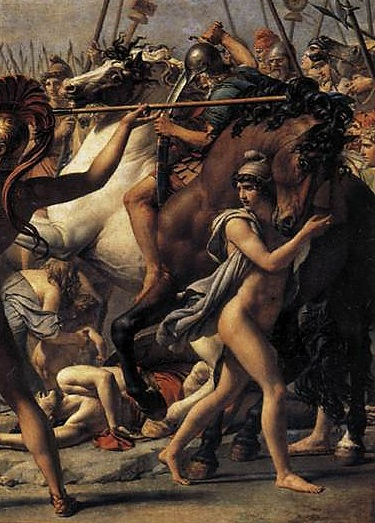
Jacques-Louis David Sabinele (Muzeul Luvru), detaliu al calului ridicat şi al scutierului

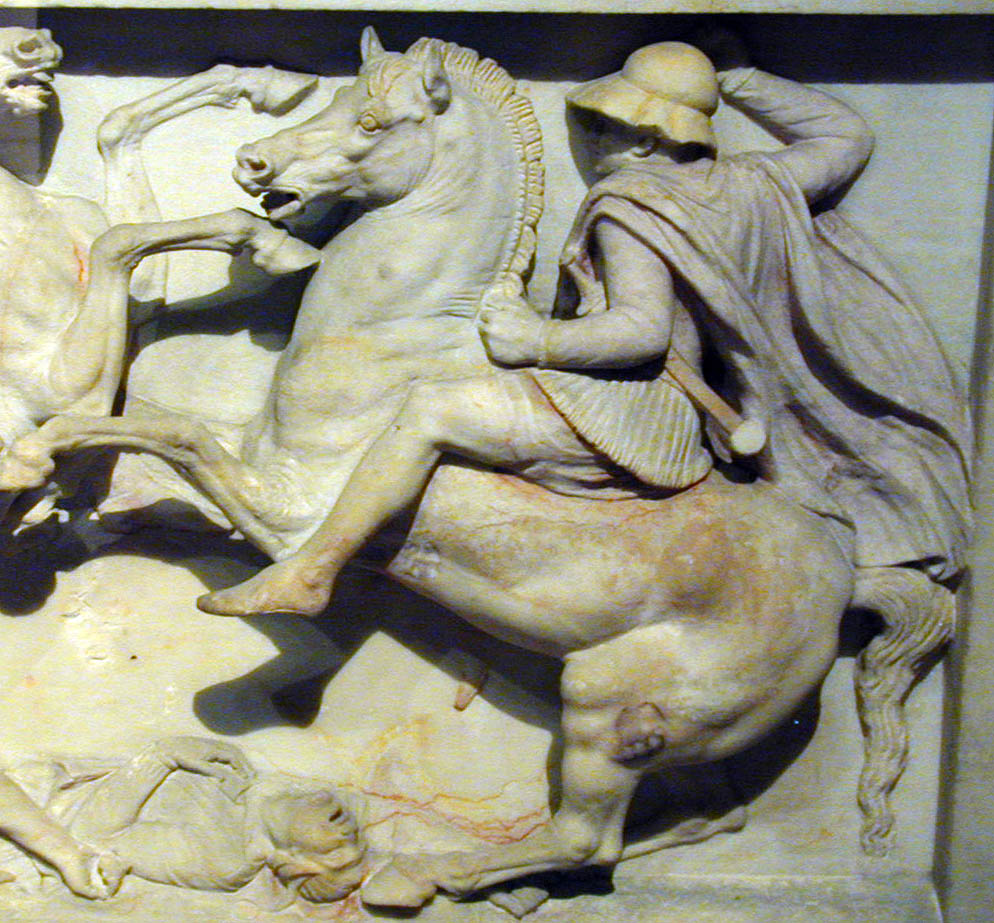
Detaliu al basoreliefului de pe sarcofagul lui Alexandru cel Mare (Istanbul, Muzeul Arheologic)

Fidel postulatului său de „întoarcere la arta grecească pură”, David aplică neoclasicismul său radical din Sabinele și în portretul lui Bonaparte. Singura excepție de la regulă este folosirea costumelor contemporane. Calul din prima versiune are înfățișarea aproape identică cu a aceluia din Sabinele și aceeași culoare.
În prima sa versiune, figura tinerească a lui Napoleon se situează în estetica „frumosului ideal”, simbolizat de Apollo din Belvedere și al cărui exemplu extrem este Moartea lui Hyacinthe de Jean Broc, un elev al lui David. Acest efeb pe care îl pictase prima dată în Moartea tânărului Bara este de asemenea prezent sub forma tânărului scutier cu bonetă frigiană din Sabinele.
Punându-și tânărul fiu să pozeze pentru figura lui Bonaparte, el păstrează acel aspect tineresc care evocă figura tânărului Alexandru cel Mare dresându-l pe Bucefal.

## Modul de reprezentare

### Portretul ecvestru

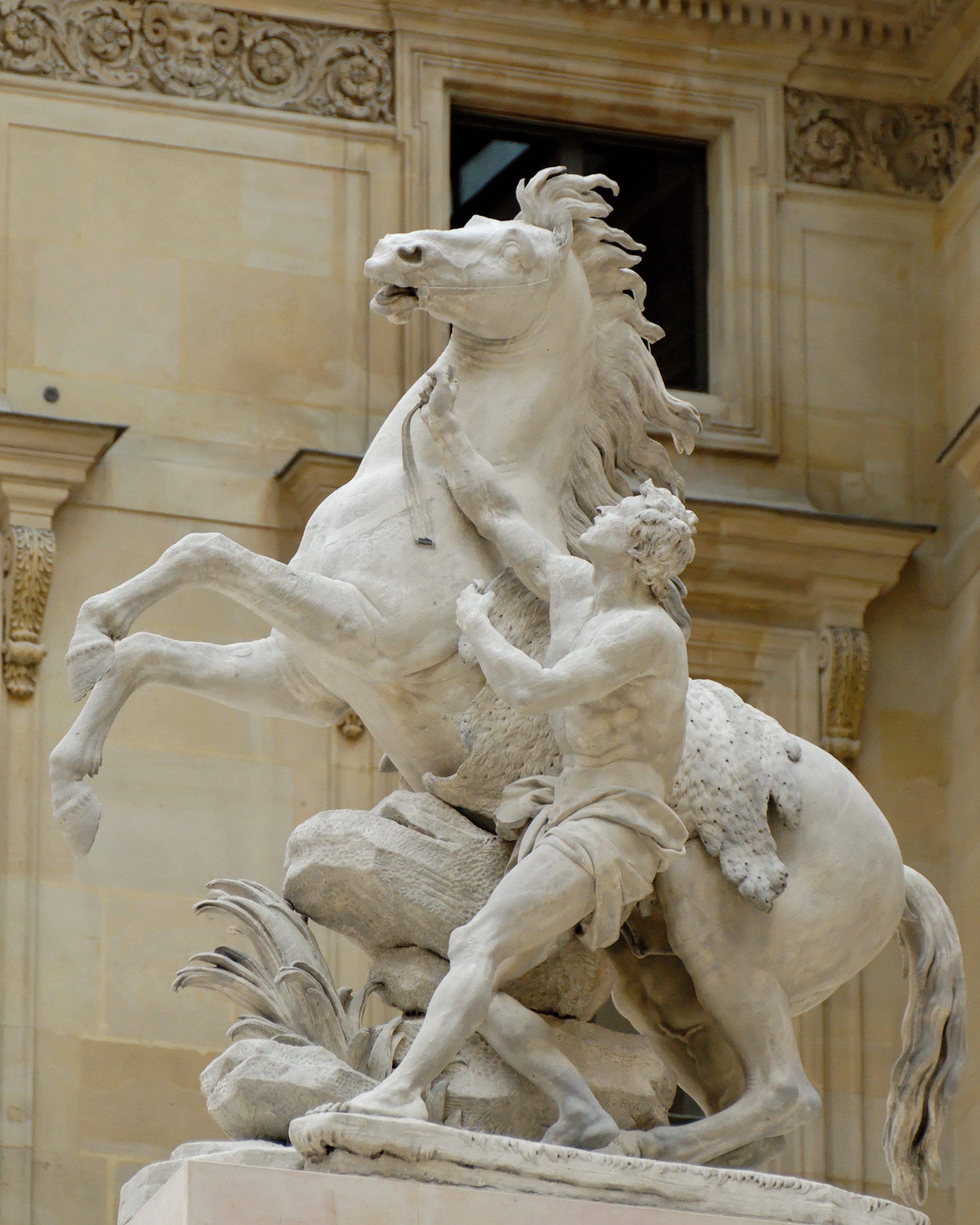
Guillaume Coustou, Cheval de Marly, Muzeul Luvru

Această variantă de portret, care își are originile în grupurile statuare antice, este dedicată în principal glorificării puterii, începând cu statuia lui Marcus Aurelius și până la portretele lui Ludovic al XIV-lea de Le Brun și Houasse. Prin acest tablou, David se înscrie în linia directă a portretelor ecvestre din perioada barocă.
Văzând opera, cavalerul José Nicolás de Azara, succesorul lui Muzquiz ca ambasador al Spaniei, a comparat-o cu portretul lui Olivares pictat de Velasquez.
Acesta a fost cel de-al doilea portret ecvestru pictat de David. Pictorul realizase deja, în 1780, un portret ecvestru al contelui Potocki. De asemenea, el mai lucrase la un portret ecvestru al regelui Ludovic al XVI-lea, rămas la stadiul de schiță. Acest proiect fiind abandonat, tabloul regelui a fost realizat în cele din urmă de Jean-François Carteaux.

### Modele și împrumuturi

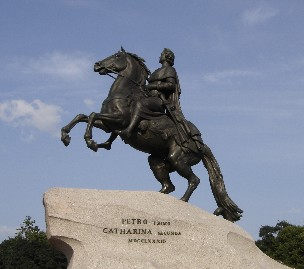
Falconet, Statuia ecvestră a lui Petru I de la Sankt Petersburg

Pentru poziția calului și a călărețului, David s-a inspirat din mai multe modele. Este vorba, în primul rând, de Statuia lui Petru cel Mare de Falconet, de la care preia atitudinea calmă a monarhului pe un cal ridicat în două picioare pe o stâncă, și pe care o desenase după o gravură. Apoi este vorba de unul dintre Caii de la Marly de Guillaume Coustou, pe care îi instalase pe Bulevardul Champs-Élysées în perioada Revoluției.
Potrivit istoricului de artă François Benoit, David i-a dat sarcină asistentului său Langlois să copieze poziția calului din grupul ecvestru Castor și Polux din ansamblul obeliscului din Piața Quirinale de la Roma. Robert Rosenblum a emis ipoteza că David s-a inspirat din pictura Alexandru dresându-l pe Bucefal a lui Nicolas-André Monsiau, pe care a văzut-o probabil la salonul de artă din 1787.

### Simboluri

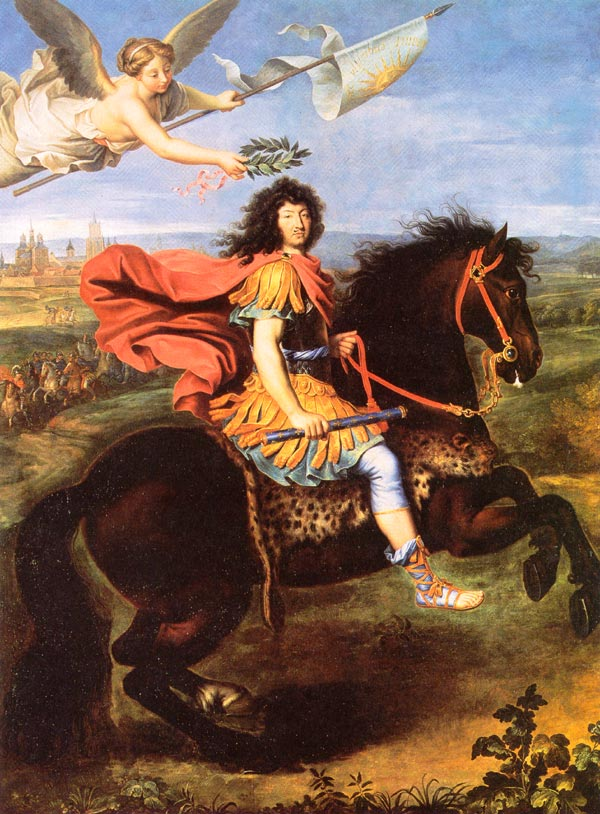
Un exemplu de alegorie : Ludovic al XIV-lea în faţa oraşului Maastricht, de Pierre Mignard (1673)

#### O figură eroică
La începutul perioadei Consulatului, pictorii se întrec să glorifice figura noului stăpân al Franței prin picturi alegorice, precum cea a lui Callet care, în Alegoria bătăliei de la Marengo (Muzeul Versailles), îl reprezintă pe Napoleon în costum roman însoțit de simbolurile înaripate ale victoriei, sau cea a lui Pierre-Paul Prud’hon care, în Triumful lui Bonaparte, îl reprezintă pe Primul Consul într-un car, însoțit de figuri înaripate.
David alege să-și glorifice modelul într-o reprezentare care se apropie de alegorie, dar fără simboluri. Nu este prezentă aici nici Victoria înaripată, nici carul celest și nici măcar cununa de lauri. Calul ridicat pe picioarele din spate dă impresia că își va lua zborul, iar acest sentiment este întărit de vântul care-i scutură coama și coada. Gestul comandă și arată victoria. Mantaua roșie amintește de pelerina lui Apollo, simbolizând puterea. Caracterul tineresc și calmul lui Bonaparte îl evocă pe Alexandru cel Mare călare pe Bucefal. Toate aceste elemente concură la crearea unui aspect eroic al lui Napoleon.

#### Gestul lui Napoleon

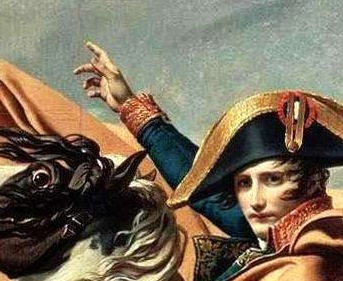
Detaliu al gestului în versiunea de la Malmaison

Gestul este omniprezent în pictura lui David, de la Sfântul Rocus intervenind pe lângă Fecioară pentru bolnavii de ciumă și până la Marte dezarmat de Venus. Mâinile întinse din Jurământul Horațiilor, din Jurământul din sala de pelotă sau din Distribuira acvilelor, sunt exemple recurente de utilizare a gestului ca element retoric.
În Bonaparte traversând Marele Saint-Bernard, poziția mâinii drepte este interpretată mai întâi ca un gest de comandă; pictorul prevăzuse inițial în schițele sale să-i pună în mână lui Napoleon un baston de comandant în stilul celor din portretele regale. Alexandre Lenoir, în amintirile sale istorice despre David, menționează că François Gérard, fostul său elev, i-a pozat pentru mâna Primului Consul, dar nu a făcut față oboselii. David a propus atunci să-l înlocuiască pe mai tânărul său elev, ca acesta să-i picteze mâna sa. În timp ce mâna stângă care ține hățul este înmănușată, cea dreaptă este descoperită.

#### Inscripțiile

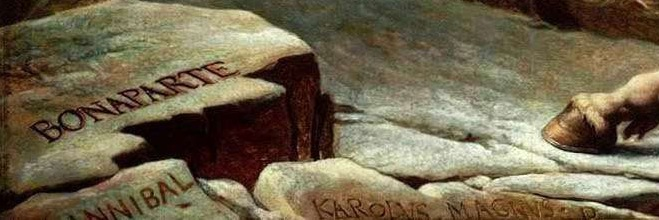
Inscripţiile de pe stânci

În opt tablouri, David se folosește de inscripții pentru a le întări semnificația. Belizarie cerșind, Durerea Andromacăi, Moartea lui Marat care-l prezintă pe revoluționar în agonie ținând o foaie de hârtie semnată de mâna Charlottei Corday, Ultimele momente ale lui Michel Lepeletier (pierdut), Bonaparte traversând Marele Saint-Bernard, Sapho, Phaon și Dragostea, Napoleon în cabinetul său de lucru și Leonidas la Termopile.
În portretul ecvestru sunt gravate pe stânci numele lui Hannibal și al lui Carol cel Mare legați de Bonaparte prin același eveniment: trecerea Alpilor, pictorul prezentându-l pe Primul Consul ca un succesor al iluștrilor săi predecesori. După numele lui Charlemagne, David a adăugat Imp. ceea ce înseamnă Imperator, adică împărat, interpretat ca o lingușire sau ca o premoniție.

### Napoleon se îngrijește de propria imagine

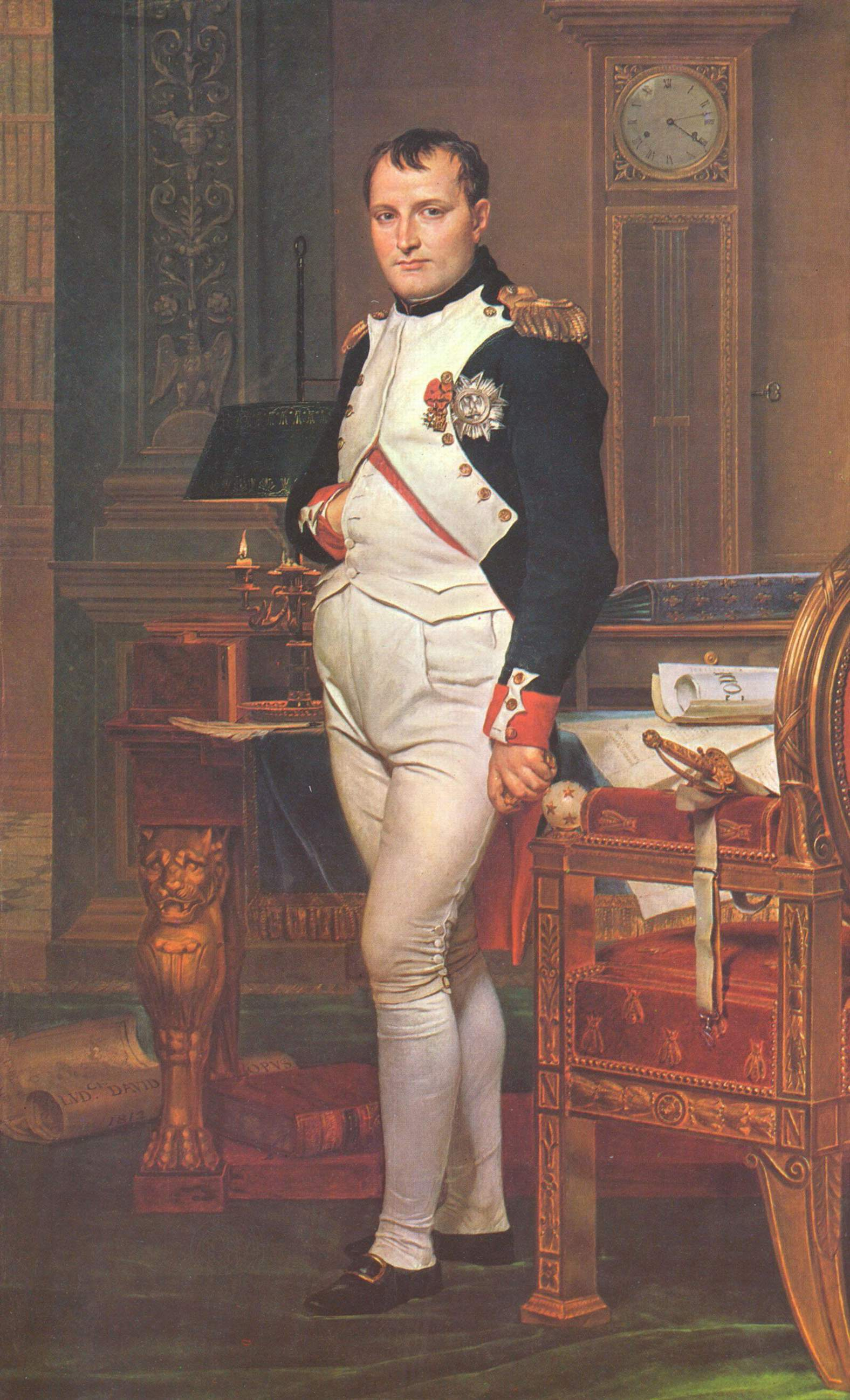
Napoleon în cabinetul său de lucru de Jacques-Louis David, 1812, National Gallery of Art, Washington, D.C.

Mai mulți factori l-au determinat pe Primul Consul să vrea să controleze modul în care era reprezentată figura sa. Motivul principal este banal: lui Bonaparte nu-i plăcea să pozeze pentru artiști ca urmare a două experiențe care l-au nemulțumit. Gros a reușit în 1796 să obțină cu dificultate o ședință de pozat cu ajutorul Joséphinei de Beauharnais, dar s-a plâns de puținul timp disponibil. David a avut mai mult noroc, dar cele trei ore greu obținute i-au permis doar să fixeze fizionomia unui model al cărui temperament nervos era înclinat spre agitație. Astfel că, atunci când în 1800 David i-a propus o întâlnire pentru ședințe suplimentare de pozat cu scopul de a-i fixa trăsăturile pentru portretul ecvestru, refuzul a fost net :
„Să pozez? La ce bun? Credeți că marii oameni ai Antichității ale căror imagini le avem au pozat?

— Dar cetățene prim consul, eu vă pictez pentru secolul dumneavoastră, pentru oameni care v-au văzut, care vă cunosc, ei ar vrea să vă vadă asemănător.

— Asemănător? Nu exactitatea trăsăturilor, un neg pe nas, este ceea ce face asemănarea. Trebuie reprezentat caracterul fizionomiei, ceea ce îl animă. […] Pe nimeni nu interesează dacă portretele marilor oameni sunt asemănătoare, este suficient ca geniul lor să fie vizibil.”
Din acel moment, niciun portret oficial al lui Napoleon, sculptat sau pictat, nu a mai fost realizat după natură. Artiștii au fost obligați să se inspire din opere anterioare (gravuri, portrete, sculpturi), și li s-a cerut să-și idealizeze ilustrul model. Portretul realizat de David marchează o ruptură în iconografia napoleoniană.

## Ecourile picturii

### Primirea făcută primului portret oficial al lui Napoleon

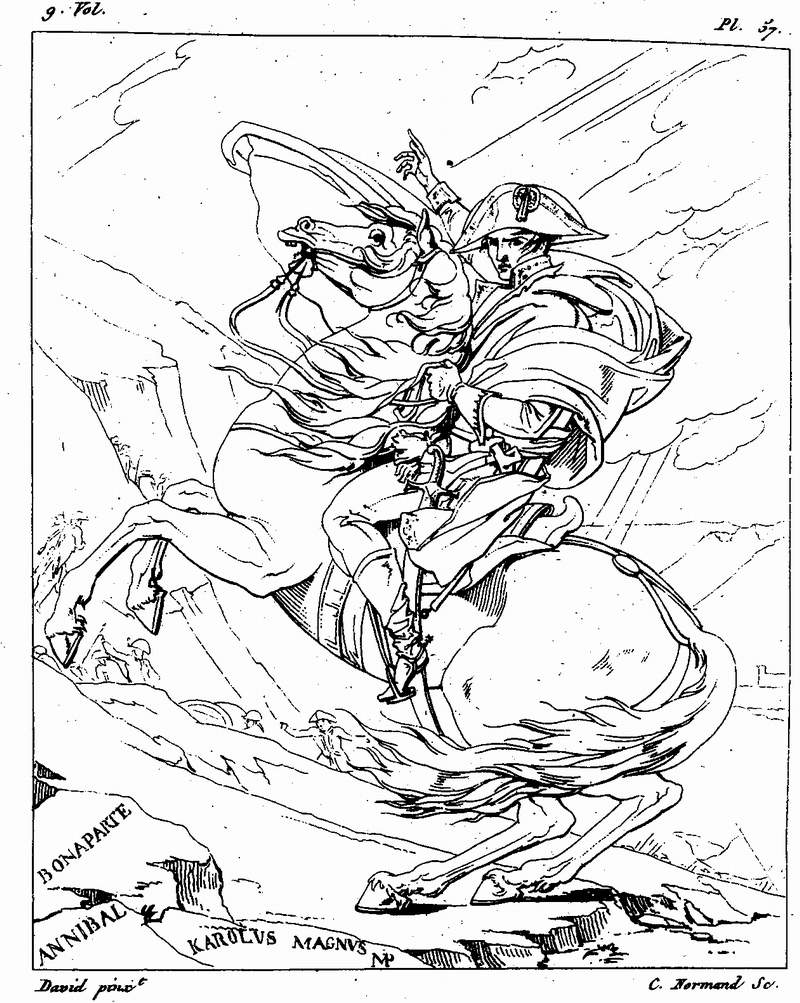
Gravură de Charles Normand, prima reproducere a tabloului lui David datată în 1805 după versiunea de la Versailles ce se afla pe atunci la Domul Invalizilor.

Încă de la început, acest portret își trăda funcția de mijloc de propagandă. Bonaparte însuși a supravegheat activitatea lui David și, după primii săi biografi, a cerut să fie pictat „calm pe un cal impetuos”.

La 21 septembrie 1801, originalul și prima sa replică au fost expuse pentru prima dată la Luvru, lângă tabloul Sabinele și au stârnit o polemică în presă din cauză că intrarea la expoziție era cu plată. Exista tradiția pe vremea aceea ca artiștii să-și expună operele la Salonul care se ținea la Luvru și intrarea să fie gratuită. Ambele tablouri fiind deja plătite de cei care le-au comandat, criticul Chaussard a fost cel mai virulent în denunțarea acestei practici: 
„Este o speculație rușinoasă să revinzi publicului o simplă privire a unor portrete. Geniul și interesul financiar nu trebuie să coabiteze.”
 David a trebuit să se apere în presă de acuzațiile că ar avea intenții mercantile.

### Plata portretelor
Pictorul nu fixase prețul decât pentru primul exemplar, primind 24.000 de livre de la trezoreria regelui Spaniei. I-a fost mai greu să obțină plata celorlalte trei versiuni comandate de către Primul Consul. Deoarece a solicitat 20.000 de franci pentru fiecare tablou, trezorierul general al guvernului Martin-Roch-Xavier Estève i-a trimis factura lui Vivant Denon care i-a cerut pictorului să-și reducă pretențiile și a fixat la 15.000 de franci suma oferită pentru picturi.

### Păreri ale criticilor
Charles Paul Landon, în Annales du musée et de l'école moderne des Beaux-arts, face elogiul tabloului lui David :  
„Reamintind trecerea îndrăzneață a Alpilor care a deschis glorioasa campanie din anul 8 în Italia și a adus uimirea și spaima inamicilor Franței, domnul David a știut să facă dintr-un simplu portret o compoziție în întregime istorică.

Marile nume ale lui Hannibal și Carol cel Mare se asociază atât de natural cu cel al împăratului atunci când privim acest tablou, încât pare inutil că au fost scrise în josul tabloului. Ideea artistului este totuși ingenioasă.
Ansamblul figurii este eroic, și este ajustat cu o perfecțiune care dovedește cât de mult poate profita un artist de costumul francez. În sfârșit, desenul, tușa, culoarea s-au reunit pentru a face această compoziție demnă de privirile posterității.”
Charles Baudelaire face o critică a tabloului în Curiozități estetice. Văzând cel de-al cincilea exemplar expus la Bazarul Bonne-Nouvelle, el îl compară cu tabloul Napoleon în bătălia de la Eylau al lui Antoine-Jean Gros:
„Bonaparte pe muntele Saint-Bernard este poate, — alături de cel al lui Gros, în bătălia de la Eylau, — singurul Bonaparte poetic și grandios pe care-l posedă Franța.”
Léon Rosenthal, în lucrarea sa despre David, judecă negativ tabloul: 
„Bonaparte pe muntele Saint-Bernard; opera este celebră, ea pare foarte rece, compoziția este forțată, prea puțin verosimilă. Este mai degrabă un model de statuie ecvestră decât un tablou. În fine, culoarea monotonă și săracă nu trezește interesul. Efortul de a face o operă semnificativă și simbolică nu mai este reușit, deoarece părtinirea s-a accentuat în așa măsură, încât afectează adevărul.”

### Influențe și denaturări

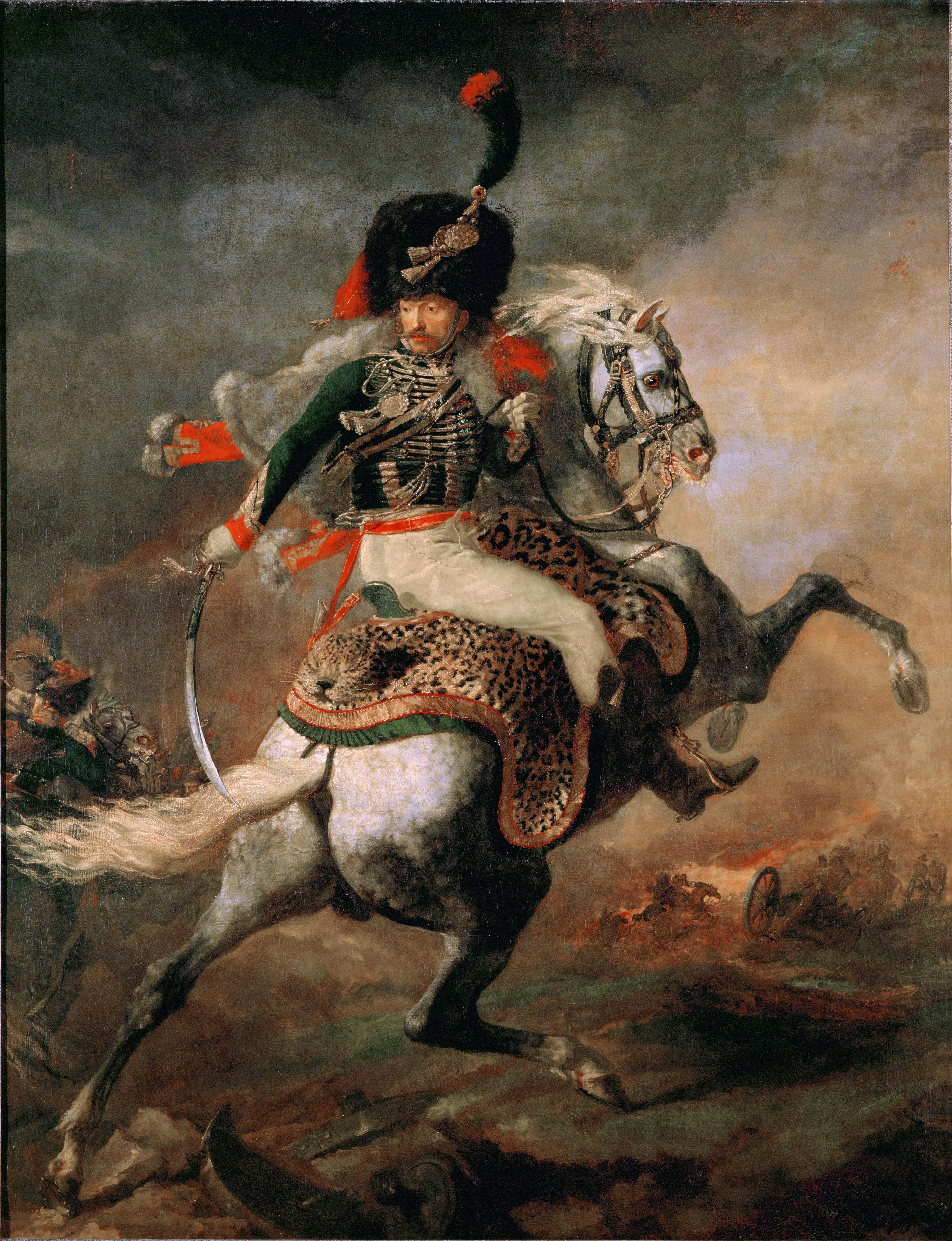
Ofițer de vânători călare din garda imperială în atac, Géricault
1812 (292 × 194 cm) ulei pe pânză
Muzeul Luvru

Tabloul a influențat numeroși artiști, precum Géricault care s-a inspirat mai întâi pentru poziția personajului din acest portret în primele sale studii pentru Ofițer de vânători călare din garda imperială în atac. Eugène Delacroix s-a inspirat din imaginea lui Bonaparte pentru călărețul turc situat în partea dreaptă a picturii sale Scenă din masacrele din Chios, pe care l-a combinat cu călărețul lui Géricault. Paul Delaroche cu Bonaparte traversând Alpii propune o nouă versiune a evenimentului într-o formă realistă, ca reacție la viziunea eroică a lui David.
Pictorul prerafaelit John Everett Millais, în tabloul The Black Brunswicker, arată pe perete o reproducere în gravură a tabloului lui David interpretată de critici ca o admirație romantică pentru figura lui Napoleon.
Pictorul contemporan Eduardo Arroyo realizează o denaturare a operei intitulată Marele pas al Saint-Bernard-ului (1965) prezentându-l pe Bonaparte decapitat călare pe un câine Saint-Bernard, lucrare văzută ca o denunțare a franchismului. Robert Rauschenberg s-a inspirat din tabloul lui David pentru a realiza Able Was I Ere I Saw Elba II în 1985. Andy Warhol, într-o serigrafie realizată pentru revista Vogue și intitulată Diana Vreeland Rampant, lipește fața Dianei Vreeland pe corpul lui Bonaparte.
Pictorul american Kehinde Wiley (născut în 1977) reinterpretează istoria artei plasând reprezentări de tineri americani de culoare în compoziții clasice. Tabloul lui David a făcut astfel obiectul unei interpretări personale: Bonaparte este înlocuit de un tânăr de tip african, îmbrăcat în ținută de camuflaj și purtând un turban. Fondul compoziției este un motiv decorativ, imitând mătasea. În stânga jos, lângă inscripțiile de pe tabloul lui David, se citește și „William”. Această operă, intitulată Napoleon Leading the Army over the Alps (Napoleon conducând armata peste Alpi), face parte din colecțiile Muzeul Brooklyn.

### Posteritate

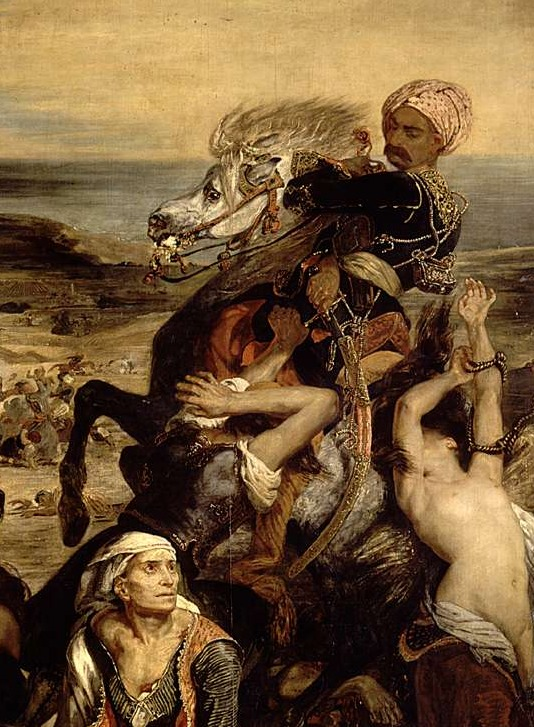
Eugène Delacroix, Scenă din masacrele din Chios, detaliu al călărețului (Muzeul Luvru)

Posteritatea tabloului Napoleon traversând Alpii se caracterizează printr-un număr incalculabil de reproduceri, în gravuri, afișe, chiar timbre poștale, făcând din această operă una dintre cel mai mult reproduse portrete ale lui Napoleon.
Alexandre Brongniart, directorul manufacturii de porțelan din Sèvres, l-a copiat, în 1810, pe vaza denumită De Madame Mère, păstrat la Luvru.
Théophile Thoré-Bürger, care a văzut în 1846 exemplarul aflat în posesia fiicei lui David expus în Bazarul Bonne-Nouvelle, a constatat: „Această figură ecvestră a fost reprodusă de mii de ori în bronz și în ghips, pe soclul pendulelor și pe mobile din casele țărănești, cu dalta și cu creionul, pe tapet și pe țesături.”

## Expoziții

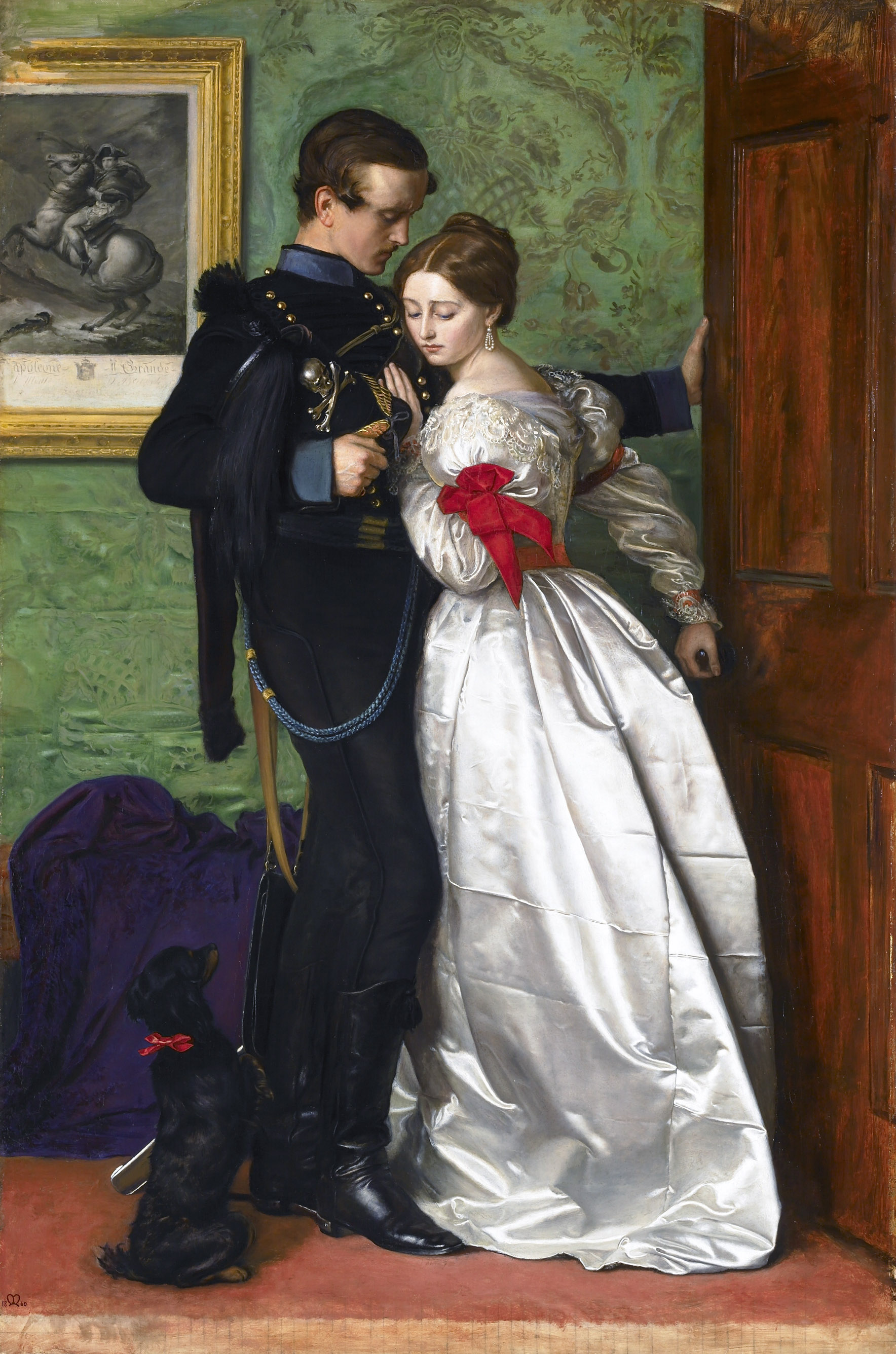
The Black Brunswicker de John Everett Millais, Lady Lever Art Gallery

- Versiunea de la Malmaison: expusă la Luvru în septembrie-noiembrie 1801 împreună cu Sabinele, în 1823 la Expoziția anuală a Academiei de Arte Frumoase de la Philadelphia; în 1943 la Malmaison; în 1955 la Capodopere ale picturii franceze din secolul al XIX-les din Palatul expozițiilor de la Roma ; în iulie-septembrie 1959, la expoziția Mișcarea romantică de la Galeria Tate din Londra; în 1960 la Portrete franceze de la Largillière la Manet de la Ny Carlsberg Glyptotek din Copenhaga; în 1989, la Retrospectiva David de la Luvru-Versailles; în 1993, la Expoziția Napoleon de la The Marble Gallery din Memphis ; în 2000, la Marengo, o victorie polotică de la Castelul Malmaison; în 2002, la expoziția 1802 Spania între două secole de la Muzeul Arheologixo Național din Madrid; în 2005, la expoziția David, imperiul în exil de la Muzeul J.P. Getty din Los Angeles.
- Versiunea de la Charlottenburg: expusă la Luvru în septembrie-noiembrie 1801 împreună cu Sabinele; în 1948, la Retrospectiva David organizată la Orangeria castelului Versailles.
- Prima versiune de la Versailles: în 1989, la Retrospectiva David, organizată la Luvru-Versailles.
- A doua versiune de la Versailles; în 1826, la expoziția cu vânzare de la Bruxelles a picturilor din atelierul lui David după decesul pictorului (nevândută); la expoziția În beneficiul grecilor de la Galeria Lebrun din Paris; în 1835, la expoziția din Pall Mall, Londra; în 1846, la Galeria de arte plastice de pe bulevardul Bonne-nouvelle din Paris; în 1969, la expoziția Napoléon nr. 112 de la Grand-Palais din Paris; în 1980, la expoziția Cinci ani de îmbogățire a patrimoniului nr. 122 de la Grand-Palais din Paris; în 2001, la expoziția Familia Bonaparte și Italia de la Muzeul Fesch din Ajaccio; în 2005, la expoziția David de la Muzeul Jacquemart-André din Paris.

### Copii și gravuri
Copiile tabloului sunt următoarele :
- Artist anonim, copie după versiunea de la Charlottenbourg expusă la Sankt Petersburg în 1802, localizare necunoscută.
- Artist anonim, copie amplasată în Palatul ducal din Mantova în timpul Primului Imperiu, localizare necunoscută.
- Artist anonim, copie după versiunea de la Charlottenbourg vândută de Sotheby’s la 4 decembrie 1976, colecție particulară.
- Artist anonim, copie expusă în 1843, colecția John Sainsbury, Londra.[63]
- Artist anonim, copie amplasată în Cabildo (Muzeul de Stat al Louisianei) după cea de-a treia versiune.
- Artist anonim, copie amplasată în palatul Niel din Toulouse.[64]
- Jean-Baptiste Mauzaisse, copie pictată în 1807 după prima versiune de la Versailles [65] prezentată în expoziția Napoleon, un portret intim, în ianuarie 2007, la Muzeul de Stat al Carolinei de Sud).
- Anne-François Arnaud, copie pictată în 1816, Muzeul de Arte Frumoase și de Arheologie al orașului Troyes[66]
- Charles Lawrence, copie pictată în SUA, în 1824, după exemplarul de la Malmaison, pe atunci la Joseph Bonaparte, apoi expusă la Academia de Arte Frumoase a Pensilvaniei, în 1840. Localizare necunoscută.
- Georges Rouget, copie pictată în 1840 pentru Domul Invalizilor, după prima versiune de la Versailles, la Școala militară de la Saint-Cyr.
- Jean-Pierre Granger, copie menționată de Alexandre Péron în Notice nécrologique sur Jean-Pierre Granger (Notă necrologică despre Jean-Pierre Granger), Annales de la Société libre des Beaux-Arts, 1848-1846. Localizare necunoscută
- Marcel Antoine Verdier, copie pictată în 1862 după cea de-a doua versiune de la Versailles. În depozitele muzeului de la Castelul Versailles.

După acest tablou au fost realizate mai multe gravuri :
- Charles Normand, schiță gravată, Annales du Musée et de l’école moderne des Beaux-arts, vol. IX, 1805 (prima reproducere)
- Roundet, acvatintă, 1805
- Giuseppe Longhi, tipar adânc, 1809
- Raffaello Morghen, acvaforte, 1812 (placa de cupru spartă)
- Normand fiul, schiță gravată, Victoires et conquêtes des Français (Victorii și cuceriri ale francezilor), 1819
- Lordereau, acvaforte, 1828
- Reveil, acvaforte, Musée de peinture et de sculpture (Muzeul de pictură și sculptură), 1830
- Prévost, tipar adânc, Galerie historique de Versailles (Galeria istorică de la Versailles), 1837
- Achille Lefèvre, tipar adânc, Histoire de l’empereur Napoléon (Istoria împăratului Napoleon), 1856
- A. Gusman, xilogravură, Histoire de la Révolution et de l’Empire (Istoria Revoluției și a Imperiului), 1892

### Documente
- fr  Denon, Dominique-Vivant, Vivant Denon, Directeur des musées sous le Consulat et l’Empire. Correspondance, 2 vol. (Vivant Denon, director al muzeelor în timpul Consulatului și al Imperiului. Corespondență, 2 vol.), Réunion des Musées nationaux, Paris, 1999
- fr  Wildenstein, Daniel; Wildenstein, Guy, Documents complémentaires au catalogue de l’œuvre de Louis David (Documente complementare la catalogul operei lui Louis David), Fondation Wildenstein, Paris, 1973. Despre tablou vezi notele 1363 la 1366, 1372, 1373, 1375, 1376, 1382, 1395, 1398 à 1402, 1423, 1652, 1810, 1938, 2052, 2062, 2063, 2077, 2085, 2336.

### Cărți
- fr  Allard, Sébastien et al., Portraits publics, portraits privés (Portrete publice, portrete particulare), Réunion des Musées Nationaux, Paris, 2006, ISBN 2–7118–5031–5
- fr  Alliez, Éric, L'œil-cerveau : nouvelles histoires de la peinture moderne (Ochiul-creier: istorii noi ale picturii moderne), Librairie philosophique J. Vrin, Paris, 2007, ISBN 978-2-7116-1909-2
- en  Bennett, Mary, Artists of the Pre-Raphaelite circle: the first generation : catalogue of works in the Walker Art Gallery, Lady Lever Art Gallery and Sudley Art Gallery, Lund Humphries, Londra, 1988, ISBN 0853315396
- fr  Benoit, François, L’Art français sous la Révolution et l’Empire (Arta franceză în timpul Revoluției și al Imperiului), L. H. May, Paris, 1897
- fr  Benoit, Jérémie, Marengo : une victoire politique (Marengo, o victorie politică), Réunion des Musées nationaux, Paris, 2000, ISBN: 2-7118-4010-7
- en  Bordes, Philippe, David. Empire to Exile (David. Imperiul în exil), Yale University press, New Haven, 2005, ISBN 0-300-12346-9
- fr  Bottineau, Yves, L’Art de Cour dans l’Espagne des Lumières (1746-1808) (Arta de curte în Spania din epoca Luminilor), De Boccard, Paris, 1986, ISBN: 2701800323
- fr  Bouleau, Charles, Charpentes. La géométrie secrète des peintres (Șarpante. Geometria secretă a pictorilor), Seuil, Paris, 1963
- fr  Chevalier, Bernard, L’ABCdaire des châteaux de Malmaison (Abecedarul castelelor de la Malmaison), Flammarion, Paris, 1997, ISBN: 2-08-012491-9
- fr  Coupin, Pierre-Alexandre, Essai sur J.L. David (Eseu despre J.L David), Renouard, Paris, 1826 (accesat la 22 noiembrie 2013)
- fr  Covin, Michel, Les mille visages de Napoléon (Miile de fețe ale lui Napoleon), L’Harmattan, Paris, 1999, ISBN: 2-7384-7695-3
- fr  David, Jacques-Louis Jules, Le peintre Louis David, 1748-1825 (Pictorul Louis David, 1748-1825), Victor Havard, Paris, 1880 (accesat la 22 noiembrie 2013)
- fr  Dayot, Armand, Napoléon raconté par l'image (Napoleon povestit de imagine), Hachette, Paris, 1902
- fr  Delécluze, Étienne-Jean, Louis David, son école et son temps (Louis David, școala și vremea sa), Didier, Paris, 1855 (accesat la 22 noiembrie 2013)
- fr  Délestre, Jean-Baptiste, Gros, sa vie et ses ouvrages (Gros, viața și lucrările sale), Renouard, Paris, 1867
- fr  Gaehtgens, Thomas W.; Hochner, Nicole, L’image roi de François 1er à Louis XIV (Imaginea regelui Franței de la Francisc I la Ludovic al XIV-lea), Éditions de la Maison des sciences de l'homme, Paris, 2006, ISBN 2-7351-1115-6
- fr  Grandmaison, Charles-Alexandre Geoffroy de, L'ambassade française en Espagne pendant la Révolution (1789-1804) (Ambasada franceză din Spania în timpul Revoluției), Plon, Nourrit et Cie, Paris, 1882 (accesat la 22 noiembrie 2013)
- fr  Hautecœur, Louis, Louis David, La Table Ronde, Paris, 1954
- fr  Kunzi, Frédéric, Bicentenaire du passage des Alpes 1800-2000 (Bicentenarul traversării Alpilor), Fundația „Pierre Gianadda”, Martigny (Elveția), 2000, ISBN: 2884430628, OCLC 45422917
- fr  Lafenestre, Georges; Richtenberger, Eugène, Rome: les musées, les collections particulières, les palais (Roma: muzeele, colecțiile particulare, palatele), Librairies-imprimeries réunies, Paris, 1905
- fr  Langlais, Xavier de, La technique de la peinture à l’huile (Tehnica picturii în ulei), Flammarion, Paris, 1959
- fr  La Tour, Jean de, Duroc (1772-1813), Nouveau Monde éditions/Fondation Napoléon, Paris, 2004, ISBN: 2-84736-038-7
- fr  Laveissière, Sylvain (sub dir.), Le Sacre de Napoléon peint par David (Încoronarea lui Napoleon pictată de David), 5 Continents, Paris-Milano, 2004, ISBN 2-88-7439-154-4
- fr  Lenoir, Alexandre, David. Souvenirs historiques (David. Amintiri istorice), Institut historique, Paris, 1837
- fr  Les guides bleus: Autriche (Vienne et ses environs) [Guides bleus: Austria (Viena și împrejurimile)], Hachette, Paris, 1960
- fr  Michaud, Louis-Gabriel (sub dir.), Biographie universelle ancienne et moderne (Biografie universală antică și modernă), A. Thoisnier Desplaces, Paris, 1843
- fr  Nanteuil, Luc de, David, Cercle d'Art, Paris, 1987, ISBN 2-7022-0203-9
- fr  Noël, Bernard, David, Flammarion, Paris, 1989
- fr  Osché, Philippe, Les chevaux de Napoléon (Caii lui Napoleon), Philippe Osché, Bassins (Elveția), 2002
- fr  Pougetoux, Alain, Georges Rouget, élève de Louis David (Georges Rouget, elevul lui Louis David), Paris Musées, Paris, 1995
- en  Rosenblum, Robert, „David and Monsiau: Bonaparte tames Bucephalus” (David și Monsiau: Bonaparte îl dresează pe Bucefal), in Mélanges en hommage à Pierre Rosenberg, 2001, pp. 400–402
- fr  Rosenthal, Léon, Louis David, Librairie de l’art ancien et moderne, Paris, 1904
- fr  Saby, Claude-Alain, 1815 Les naufragés de l’Empire aux Amériques (1815 Naufragiații Imperiului în America), ed. a II-a, Servimédia, 2007, ISBN: 978-2-9526-4880-6
- en  Sainsbury, John, Catalogue of the Napoleon Museum (Catalogul Muzeului Napoleon), Egyptian Hall Piccadilly, Londra, 1843
- fr  Sainte Fare Garnot, Nicolas, Jacques-Louis David 1748-1825 : Exposition du 4 octobre 2005 au 31 janvier 2006, Musée Jacquemart-André, Paris, Chaudun, 2005, ISBN 2-35039-012-8
- Saunier, Charles, Louis David, biographie critique (Louis David, biografie critică), Henri Laurens, Paris, 1903
- fr  Schnapper, Antoine, David. Témoin de son temps (David. Martor al vremii sale), Office du Livre, Fribourg (Elveția), 1980, ISBN 2850470007
- fr  Schnapper, Antoine; Sérullaz, Arlette, David 1748-1825. Catalogue de l’exposition Louvre-Versailles (David 1748-1825. Catalogul expoziției Luvru-Versailles), Réunion des Musées nationaux, Paris, 1989, ISBN 2711823261
- fr  Serullaz, Arlette, Inventaire général des dessins. École française. Tome 4: Dessins de Jacques-Louis David (Inventarul general al desenelor. Școala franceză. Vol. IV: Desenele lui Jacques-Louis David), Réunion des musées nationaux, Paris, 1991
- fr  Tavard, Christian Henry, Casques et coiffures militaires français (Căști și coifuri militare franceze), J. Grancher, Paris, 1981
- fr  Thoré, Théophile, Le salon de 1846 ; précédé d'une Lettre à George Sand (Salonul din 1846; precedat de o scrisoare a lui George Sand), Alliance des arts, Paris, 1846
- fr  Tulard, Jean (sub dir.), Dictionnaire Napoléon (Dicționar Napoleon), Fayard, Paris, 1999, ISBN: 2213604851
- fr  Tulard, Jean; Garros, Louis, Itinéraire de Napoléon au jour le jour (Itinerariul lui Napoleon zi după zi), Tallandier, Paris, 2002, ISBN: 2-84734-016-5
- fr  Verbraeken, René, Jacques-Louis David jugé par ses contemporains et la postérité (Jacques-Louis David judecat de contemporani și de posteritate), Léonce Laget, Paris, 1973, ISBN 2852040018
- en  Webster, James, Travels trough the Crimea, Turkey and Egypt (Călătorii prin Crimea, Turcia și Egipt), H. Colburn & R. Bentley, Londra, 1825 (accesat la 22 noiembrie 2013)

### Articole
- fr  Granger, Catherine, Le palais de Saint-Cloud sous le second Empire : décor intérieur (Palatul de la Saint-Cloud în timpul celui de-al doilea Imperiu: decor interior), in Livraisons d’histoire de l'architecture, nr. 1, primul semestru al anului 2001
- fr  Langle, Paul Fleuriot de, „Napoléon équestre” (Napoleon ecvestru), in Connaissance des Arts, Paris, nr. 54, august 1956
- fr  Tréca, Jérôme, „Les beautés de l’inventaire” (Frumusețile din inventar), in Connaissance des Arts, Paris, nr. 461-462, iulie-august 1990, p. 68-75
- es  Urries de la Colina, Javier Jordan de, „El retrato ecuestre de «Bonaparte en el Gran San Bernardo» de David” (Tabloul ecvestru „Bonaparte la Marele Saint-Bernard” de David), in Archivo espanol de arte, vol. 64, nr. 256, octombrie-decembrie 1991
- fr  Wildenstein, Georges, „A Malmaison, un chef d'œuvre de David retrouvé” (O capodoperă a lui David regăsită la Malmaison), in Arts, Paris, 29 septembrie 1950

## Legătură externă
- Base Joconde Le tableau de Malmaison